# 空の食欲魔人
『空の食欲魔人』（そらのしょくよくまじん）は白泉社「花とゆめ」に連載されていた川原泉の漫画作品。また、それを表題作とする漫画短編集（コミックスと文庫版とでは収録作が異なる）。

## ストーリー
ちょうど隣の国の民間航空機が赤い国の軍用機に撃墜された頃に、家族の心配の種であった一橋みすずは、幼なじみの吉川弘文にプロポーズされました。彼は、一流航空会社のパイロット。若手ではトップの出世頭。大らかな性格で、その上二枚目でありました。
そんな彼にもひとつ問題が…。食べ物の前にはプライドも何も存在しない、「恐怖の食欲魔人」なのでありました。

## 登場人物
一橋みすず
イラストレーター。家族には早く結婚して出て行ってほしいと厄介者扱いされている。弘文とは幼稚園の頃からの幼なじみで、事ある毎に彼をいじめていたが、大学受験で明暗が分かれ、立場が逆転してしまった。そのため、弘文のプロポーズに素直に頷けないでいる。
吉川弘文
一流航空会社のパイロット。若手でトップの出世頭。大学を出てすぐに両親をなくしている。といっても孤独につきものの「影」が全くなく、今日も旺盛な食欲を発揮する。みすずには幼い頃からいじめられていたが、すぐに忘れてまたじゃれつく鳥頭ぶりを見せていた。
岩波文子
弘文と同じ会社の客室乗務員。ひそかに弘文を狙うが、性格を知り、断念。
一橋あかね
みすずの妹。みすずを厄介者扱いする。
一橋ポプラ
みすずの妹。みすずを厄介者、年寄り扱いする。

## コミックス
花とゆめコミックス版
- 1984年8月発行 ISBN 459211714X
- 同時収録作
  - たじろぎの因数分解
  - 悪魔を知る者
  - 真実のツベルクリン反応
  - 花にうずもれて
  - 進駐軍（GHQ）に言うからねっ!

白泉社文庫版
- 1994年9月発行 ISBN 459288311X
- 同時収録作 
  - カレーの王子さま
  - アップル・ジャック
  - 不思議なマリナー
  - ミソ・スープは哲学する
  - アンドロイドはミスティー・ブルーの夢を見るか?
  - 進駐軍（GHQ）に言うからねっ!
  - 3月革命
  - 月夜のドレス

- 本作と『カレーの王子さま』から『アンドロイドは〜』までの同時収録作は、併せて「食欲魔人シリーズ」の別名がある。